# London boroughs
London boroughs er 32 boroughs (administrative distrikter) i Greater London. Tolv boroughs udgør indre London, som er den egentlige London by, mens de resterende tyve udgør ydre London. 
Fra 1986 til 2000 var der ingen central myndighed i London, så hvert borough fungerede i praksis som selvstændige byer. I 2000 blev Greater Londons myndigheder, med borgmesteren og London Assembly ("Londonforsamlingen") indført. 
City of London er ikke et borough, men en selvstændig by og et grevskab.

## Kort
| 1. City of London * 2. City of Westminster 3. Kensington and Chelsea 4. Hammersmith and Fulham 5. Wandsworth 6. Lambeth 7. Southwark 8. Tower Hamlets 9. Hackney 10. Islington 11. Camden 12. Brent 13. Ealing 14. Hounslow 15. Richmond 16. Kingston 17. Merton |  | 1. Sutton 2. Croydon 3. Bromley 4. Lewisham 5. Greenwich 6. Bexley 7. Havering 8. Barking and Dagenham 9. Redbridge 10. Newham 11. Waltham Forest 12. Haringey 13. Enfield 14. Barnet 15. Harrow 16. Hillingdon |
| * Ikke et borough |  | |